# Pilar Valiente Calvo
Pilar Valiente Calvo (10 de desembre de 1955) és una funcionària espanyola que va exercir la funció de president de la Comissió Nacional del Mercat de Valors (CNMV) del 6 d'octubre de 2000 fins a la seva dimissió el 21 de setembre de 2001, per les repercussions del cas Gescartera, malgrat que posteriorment va ser exculpada. No obstant això, el seu tracte de favor va ser evident, va rebre alguns regals del president de Gescartera i va facilitar informació privilegiada sobre les actuacions de la CNMV, donant consells sobre com afrontar les inspeccions. La dimissió va ser forçada arran de l'aparició d'un dietari seu en el qual es feia referència a suposades intervencions a favor de l'agència.
El març de 2012 va ser nomenada com a cap adjunta de l'Oficina Nacional de Recerca del Frau de l'Agència Tributària (ONIF).
Pilar Valiente Calvo és llicenciada en Dret i des de 1982 pertany al Cos d'Inspectors d'Hisenda de l'Estat per oposició. Junt amb dos altres perits del Ministeri d'Economia va ser l'encarregada d'elaborar l'informe comptable del denominat Cas Filesa.